# 形式的に実な体
抽象代数学において体が形式的に実（けいしきてきにじつ、英: formally real）、または形式的実体（けいしきてきじつたい、英: formally real field）とは、−1 の平方根を持たず（さらに −1 が平方元の和として表すことができない）、また平方元の和が零に等しいという関係式は自明な（つまり、その和に現れる全ての平方元がそれぞれ零に等しい、例えば x2 + y2 = 0 ⇒ x = y = 0）場合に限られるなどの、実数体とも共通する性質を満たすことを言う。形式的実体を単に実体（じつたい、英: real field）と呼ぶこともある。
与えられた体が形式的に実であることは、その体を（必ずしも一意的ではない方法によって）順序体にすることができるということを特徴づける性質である。

## 厳密な定義
与えられた体 (K,+,×) が形式的に実であるとは、どのように自然数 n を選んでも
- x1, x2, …, xn ∈ K ならば x 2
1  + x 2
2  + ⋯ + x 2
n  ≠ −1

を満たすときに言う。
体 F に対して以下の条件は同値であることは容易に確認できる:
- −1 が F の平方元の和に等しくなることは無い。即ち F のStufe（英語版）が無限大。
- 標数が 2 でない体 F において、F の平方元の和に書くことができない元が存在する。
- F の平方元の和が零に等しいならば、その和に現れる全ての平方元がそれぞれ零に等しい。

即ち、これらの条件のうちの一つ（したがって三つすべて）を満たす体は形式的に実である。
1 (=12) は平方元であり、定義により形式的実体において 12 + 12 + … + 12 の形の元が 0 に等しいことはないから、形式的実体の標数は必ず 0 である。

## 例と反例
- 実数体 R や有理数体 Q は形式的に実である。
- 一方、複素数体 C は形式的に実でない（実際、−1 = i2 は C の平方元である）。

## 順序体との関係
順序体は必ず形式的に実である。実際、順序体において任意の平方元は正であり、その和もやはり正となるが、対して −1 は正元でない。
逆はアルティンとシュライヤーが真であることを示した。即ち、
- F が形式的実体ならば適当な順序 ≤ を導入して (F,≤) を順序体にすることができる[2]。

実際、F の平方元の和全体の成す部分集合 S は前正錐 (prepositive cone) を成すから、ツォルンの補題により S を含み −1 を含まない極大な前正錐として正錐 P が得られる。このとき順序 ≤ を
a ≤ b ⇔ b − a ∈ P
と定めれば (F,≤) は順序体になる。

## 実閉体
形式的に実な真の代数拡大を持たない形式的実体は実閉体と呼ばれる。即ち、形式的実体 R が実閉 (real closed) であるとは、E が形式的実体 R の形式的実な代数拡大体ならば必ず E = R を満たすときに言う。実閉体において任意の奇数次多項式は根を持ち、任意の正元は何らかの元の平方根を成す。
形式的実体 K に対し、K を含む代数閉体 Ω をとる。このとき、K を含む Ω の実閉な部分体が存在する。これを形式的実体 K の実閉包 (real closure) と呼ぶ。実閉体は一意的な順序によって順序体にすることができる。